# Mompha bifasciella
Mompha bifasciella é uma espécie de mariposa do gênero Mompha pertencente à família Coleophoridae.